# Hank B. Marvin

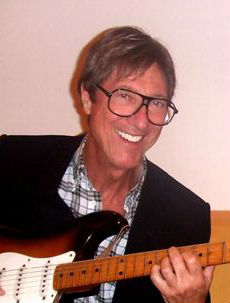
Hank Marvin in 2007

Hank B. Marvin, geboren als Brian Robson Rankin (Newcastle, 28 oktober 1941) is een Brits musicus. Hij is de leadgitarist van The Shadows en was lid van de vocale groep Marvin, Welch & Farrar.
Hoewel hij zich aangetrokken voelde tot jazz en banjo en piano leerde spelen, zou de muziek van Buddy Holly hem doen kiezen voor de gitaar. Samen met zijn schoolvriend Bruce Welch trok hij, toen hij zestien was, vanuit Newcastle naar Londen om het daar te gaan maken in de muziekbusiness. Ze gingen naar de Two I's Coffee Bar, toen het mekka van het Londense muziekleven, om deel te nemen aan een wedstrijd waarin ze als derde eindigden. Nadat ze besloten nog een nacht in de stad te blijven ontmoetten ze 's anderendaags de manager van Cliff Richard, die hun vroeg om Richard muzikaal te begeleiden.
Richard deed Marvin eind 1959 een Fender Stratocaster, die hij in de Verenigde Staten bestelde, cadeau. Marvin was daarmee de eerste gitarist die dit instrument in Engeland bespeelde.
In 1979 brachten The Shadows een bewerking uit van Theme from The Deer Hunter van de gelijknamige film. Hiermee behaalden zij in België en Nederland de eerste plaats.
In samenwerking met Hank maakte Squier, ondermerk van Fender, de Hank B. Marvin signature Stratocaster. Dit in Fiësta Red met maple neck en toets. De hardware is van Gotoh. De gitaar is gemaakt in een beperkte oplage in Japan.
Marvin was eveneens een van de eersten die een echoapparaat gingen gebruiken - op advies van Joe Brown - en creëerde zo zijn eigen, herkenbare sound. Gitaristen als Frank Zappa, David Gilmour, Andy Powell van Wishbone Ash, Mark Knopfler, Neil Young, Pete Townshend, Brian May en Jean-Pierre Danel zeggen dat Marvin invloed heeft gehad op hun musiceren.

## Persoonlijk leven
Marvin woont sinds 1986 in Perth, Australië. Hij beheert er een muziekstudio die eigendom is van Gary Taylor en Trevor Spencer.  Hij is een toegewijde Jehova's getuige.